# Tachigali bracteosa
Tachigali bracteosa là một loài thực vật có hoa trong họ Đậu. Loài này được (Harms) Zarucchi & Pipoly miêu tả khoa học đầu tiên năm 1995.